# Varvarivka, Sînelnîkove
Varvarivka (în ucraineană Варварівка) este localitatea de reședință a comunei Varvarivka din raionul Sînelnîkove, regiunea Dnipropetrovsk, Ucraina.

## Demografie
Componența lingvistică a localității Varvarivka
     Ucraineană (88,76%)
     Rusă (6,74%)
     Alte limbi (0,16%)
Conform recensământului din 2001, majoritatea populației localității Varvarivka era vorbitoare de ucraineană (88,76%), existând în minoritate și vorbitori de rusă (6,74%).